# 766
Cette page concerne l'année 766  du calendrier julien. Pour l'année 766 av. J.-C., voir 766 av. J.-C.
L'année 766 est une année commune qui commence un mercredi.

## Événements
- 1er mai : Pépin le Bref tient son champ de mai à Orléans, puis envahit l'Aquitaine abandonnée par le duc Waïfre qui s'est réfugié derrière la Dordogne. Les Francs avancent jusqu'à Agen où Pépin reçoit la soumission de nombreux seigneurs aquitains et vascons[1].
- 21 août : mariages forcés en masse de moines et de nonnes célébrés à l'Hippodrome de Constantinople dans le cadre de la persécution iconoclaste[2].
- 25 août : Constantin Podopagurus, logothète du drome, et de son frère Stratégius, commandant des Excubites et comte de l'Opsikion, accusé de conspiration par Constantin V sont exécutés dans l'Hippodrome[3]. Division du thème de l'Opsikion et création du thème des Bucellaires (767).
- 30 août : le patriarche de Constantinople Constantin II, accusé d'intelligence avec les iconodules est déposé, jeté en prison puis décapité (768)[4].
- 16 novembre : Nicétas est nommé patriarche de Constantinople[4].
- 25 décembre : Pépin le Bref célèbre Noël à Samoussy[5].

- Les Türgech sont soumis par les Karlouks[6].
- Au Japon, le moine Dōkyō, devient tout-puissant à la cour. Il tente d’usurper le pouvoir (769)[7]. Il échoue mais cela provoque une violente agitation. Désormais, l’influence des moines grandira sans cesse.

## Naissances en 766
- 1er janvier : Ali ar-Rida.

## Décès en 766
- 6 mars à Metz : Chrodegang, évêque de Metz et conseiller de Charles Martel et Pépin le Bref.
- 19 novembre : Egbert, archevêque d'York[8].